# Eerste nationale herenhandbal 1991/92
De eerste nationale 1991/92 is het 35e seizoen van de hoogste herendivisie in het Belgische handbal.

## Teams
| Ploeg             | Plaats        | Provincie       |
| ----------------- | ------------- | --------------- |
| Apolloon Kortrijk | Kortrijk      | West-Vlaanderen |
| HV Arena          | Hechtel-Eksel | Limburg         |
| KTSV Eupen        | Eupen         | Luik            |
| HC Herstal        | Herstal       | Luik            |
| Initia HC Hasselt | Hasselt       | Limburg         |
| Sporta Evere      | Evere         | Brussel         |
| Sporting Neerpelt | Neerpelt      | Limburg         |
| OLSE Merksem      | Merksem       | Antwerpen       |
| Olympia Heusden   | Heusden       | Limburg         |
| RPSM              | Montegnée     | Luik            |
| KV Sasja HC       | Hoboken       | Antwerpen       |
| Union Beynoise    | Beyne-Heusay  | Luik            |

## Reguliere competitie
| Pos | Club              | Wed | W  | G | V  | Ptn | DT  | DV  | +/−  | Opmerking                           |
| --- | ----------------- | --- | -- | - | -- | --- | --- | --- | ---- | ----------------------------------- |
| 1   | OLSE Merksem      | 22  | 18 | 1 | 3  | 37  | 472 | 405 | 67   | Geplaatst voor play-offs            |
| 2   | Union Beynoise    | 22  | 17 | 2 | 3  | 36  | 477 | 382 | 95   | Geplaatst voor play-offs            |
| 3   | HC Herstal        | 22  | 16 | 3 | 3  | 35  | 481 | 396 | 85   | Geplaatst voor play-offs            |
| 4   | Sporting Neerpelt | 22  | 12 | 2 | 8  | 26  | 451 | 435 | 16   | Geplaatst voor play-offs            |
| 5   | Initia HC Hasselt | 22  | 12 | 2 | 8  | 26  | 445 | 413 | 32   |                                     |
| 6   | KV Sasja HC       | 22  | 11 | 1 | 10 | 23  | 430 | 414 | 16   |                                     |
| 7   | Sporta Evere      | 22  | 9  | 0 | 13 | 18  | 452 | 461 | -9   |                                     |
| 8   | KTSV Eupen        | 22  | 8  | 1 | 13 | 17  | 464 | 513 | -49  |                                     |
| 9   | HV Arena          | 22  | 7  | 1 | 14 | 15  | 407 | 426 | -19  |                                     |
| 10  | RPSM              | 22  | 6  | 0 | 16 | 12  | 433 | 500 | -67  |                                     |
| 11  | Apolloon Kortrijk | 22  | 5  | 1 | 16 | 11  | 399 | 447 | -48  | Degradeert naar de tweede nationale |
| 12  | Olympia Heusden   | 22  | 4  | 0 | 18 | 8   | 369 | 488 | -119 | Degradeert naar de tweede nationale |

## Play-offs
| Pos | Club              | Wed | W | G | V | Ptn | DT  | DV  | +/− | BP | Opmerking                                        |
| --- | ----------------- | --- | - | - | - | --- | --- | --- | --- | -- | ------------------------------------------------ |
| 1   | OLSE Merksem      | 6   | 4 | 1 | 2 | 13  | 121 | 104 | 17  | +4 | Landskampioen, geplaatst voor de Europa Cup      |
| 2   | Union Beynoise    | 6   | 2 | 2 | 2 | 9   | 129 | 134 | -5  | +3 | Geplaatst voor de IHF Cup                        |
| 3   | Sporting Neerpelt | 6   | 3 | 0 | 3 | 7   | 122 | 121 | 1   | +1 |                                                  |
| 4   | HC Herstal        | 6   | 1 | 1 | 4 | 5   | 119 | 132 | -13 | +2 | Bekerwinnaar; geplaatst voor de Cup Winners’ Cup |

|              |
| OLSE MERKSEM |
| 1ste titel   |

1957/58 · 1958/59 · 1959/60 · 1960/61 · 1961/62 · 1962/63 · 1963/64 · 1964/65 · 1965/66 · 1966/67 · 1967/68 · 1968/69 · 1969/70 · 1970/71 · 1971/72 · 1972/73 · 1973/74 · 1974/75 · 1975/76 · 1976/77 · 1977/78 · 1978/79 · 1979/80 · 1980/81 · 1981/82 · 1982/83 · 1983/84 · 1984/85 · 1985/86 · 1986/87 · 1987/88 · 1988/89 · 1989/90 · 1990/91 · 1991/92 · 1992/93 · 1993/94 · 1994/95 · 1995/96 · 1996/97 · 1997/98 · 1998/99 · 1999/00 · 2000/01 · 2001/02 · 2002/03 · 2003/04 · 2004/05 · 2005/06 · 2006/07 · 2007/08 · 2008/09 · 2009/10 · 2010/11 · 2011/12 · 2012/13 · 2013/14 · 2014/15 · 2015/16 · 2016/17 · 2017/18 · 2018/19 · 2019/20 · 2020/21 · 2021/22 · 2022/23 · 2023/24 · 2024/25 ·